# 裸叶石韦
裸叶石韦（学名：Pyrrosia nuda），为水龙骨科石韦属下的一个植物种。